# Venedigbukten

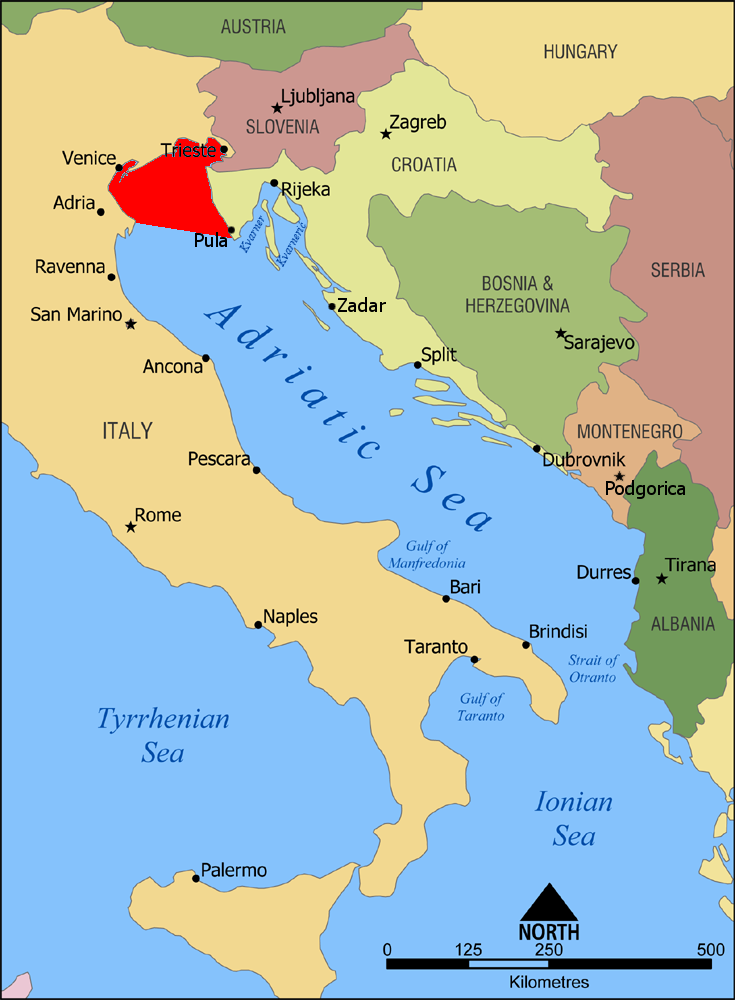
Karta med Vendigbukten markerad i rött.

Venedigbukten (italienska: Golfo di Venezia, kroatiska: Venecijanski zaljev, slovenska: Beneški zaliv) är en bukt i nordvästra delen av Adriatiska havet. Bukten ligger mellan floddeltat som hör till den italienska floden Po och halvön Istrien som till största del hör till Kroatien och Slovenien. Den nordostligaste delen av bukten kallas Triestebukten. Venediglagunen utgör en nästan helt avskärmad bräckvattendel av bukten. Venedigbukten är drygt 90 kilometer bred och det genomsnittliga havsdjupet är 34 meter. Flera floder har sitt utlopp i Venedigbukten, däribland Adige, Brenta, Tagliamento och Piave.
Längst in i bukten ligger Venediglagunen och staden Venedig. Här ligger också översvämningsbarriären MO.S.E. och semesterön Albarella. Andra stora städer vid bukten är Chioggia, Trieste och Pula.